# Non gioco più/La scala buia
Non gioco più/La scala buia è il 115° singolo di Mina, pubblicato a settembre 1974 dalla PDU e distribuito dalla EMI Italiana.

## Il disco
Ne esiste anche una versione per jukebox (PDU PA JB 111), della quale è vietata la vendita.
Sempre nel 1974, una edizione con i brani scambiati sui lati del disco è stata stampata in Francia dalla PDU (C008 95.941).
Entrambi i brani non sono mai stati pubblicati su album ufficiali, ma sono stati inseriti nella raccolta Del mio meglio n. 3, pubblicata a marzo dell'anno seguente, e su CD nella Platinum Collection del 2004.

## Successo e classifiche
E poi... è ancora a ridosso dei primi cinque titoli della classifica settimanale (20 marzo sesto, 27 marzo-4 maggio nono), quando Mina entra direttamente in 5ª posizione con il brano Non gioco più del suo nuovo singolo. 
| Classifica 1975    | Posizione | Settimane |
| ------------------ | --------- | --------- |
| 20-27 marzo        | 5         | 2         |
| 4 maggio           | 6         | 1         |
| 11 maggio          | 5         | 1         |
| 18 maggio-1 giugno | 3         | 3         |

| Data        | Posizione | Settimane |
| ----------- | --------- | --------- |
| 8-15 giugno | 5         | 2         |
| 22 giugno   | 6         | 1         |
| 29 giugno   | 7         | 1         |
| 6 luglio    | 9         | 1         |

Le 12 settimane di presenza consecutiva in classifica tra il 3º e 9º posto, valgono al 45 giri la seconda piazza nella media vendite degli oltre tre mesi di permanenza, così come la 22ª posizione nella classifica generale dell'anno.

## Non gioco più
Celebre blues sigla finale del programma televisivo Milleluci, condotto dalla stessa Mina con Raffaella Carrà, noto per gli assoli (iniziale e finale) di Toots Thielemans all'armonica a bocca e per essere stato il simbolico congedo della cantante, dopo 15 anni di assidua presenza, dal pubblico televisivo italiano.
Il video tratto da Milleluci è presente nel DVD Gli anni Rai 1972-1978 Vol. 1, inserito in un cofanetto monografico pubblicato da Rai Trade e GSU nel 2008.
La canzone è stata anche utilizzata negli spot pubblicitari girati da Mina per i prodotti del marchio Tassoni.
 Non gioco più (1975), su YouTube. URL consultato il 6 febbraio 2018.
La versione No juego más con testo in spagnolo di Jaime Israel, compare la prima volta nella raccolta Mina canta en español commercializzata nel 1975 solo in Spagna, successivamente anche in Italia nella Colección latina (2001) e sul compact disc Yo soy Mina del 2011.
Arrangiamento e direzione d'orchestra di Gianni Ferrio.

## La scala buia
Anche questa canzone ha una versione, con testo in lingua spagnola di Antonio Figueroa, intitolata Me siento libre, inserita nell'antologia Mina canta en español (1975), ma è rimasta inedita su CD.
Arrangiamento e direzione d'orchestra di Pino Presti. Venne utilizzata come sigla finale di un ciclo (il 31°, andato in onda durante l'estate del 1974) della trasmissione radiofonica Gran varietà.
Nel 1976 Nilüfer ha pubblicato nel suo album Selam Söyle una cover con il titolo in lingua turca: Bastan Anlat.

## Tracce
Lato A
1. Non gioco più – 2:53 (testo: Roberto Lerici – musica: Gianni Ferrio; edizioni musicali PDU/Curci)

Lato B
1. La scala buia – 3:50 (testo: Riccardo Pazzaglia, Gianni Boncompagni – musica: Franco Bracardi, Gianni Boncompagni; edizioni musicali PDU/S.Z.)